# Winfield (Tennessee)
Winfield és una població dels Estats Units a l'estat de Tennessee. Segons el cens del 2000 tenia 911 habitants.

## Demografia
Segons el cens del 2000, Winfield tenia 911 habitants, 356 habitatges, i 259 famílies. La densitat de població era de 55,3 habitants/km².
Dels 356 habitatges en un 34,6% hi vivien nens de menys de 18 anys, en un 55,1% hi vivien parelles casades, en un 13,8% dones solteres, i en un 27,2% no eren unitats familiars. En el 22,8% dels habitatges hi vivien persones soles el 7,6% de les quals corresponia a persones de 65 anys o més que vivien soles. El nombre mitjà de persones vivint en cada habitatge era de 2,56 i el nombre mitjà de persones que vivien en cada família era de 2,97.
Per edats la població es repartia de la següent manera: un 27,3% tenia menys de 18 anys, un 10,4% entre 18 i 24, un 29,4% entre 25 i 44, un 24,3% de 45 a 60 i un 8,6% 65 anys o més.
L'edat mediana era de 32 anys. Per cada 100 dones de 18 o més anys hi havia 94,7 homes.
La renda mediana per habitatge era de 25.278 $ i la renda mediana per família de 28.077 $. Els homes tenien una renda mediana de 25.260 $ mentre que les dones 20.417 $. La renda per capita de la població era de 14.059 $. Entorn del 17,7% de les famílies i el 19,8% de la població estaven per davall del llindar de pobresa.

## Poblacions més properes
El següent diagrama mostra les poblacions més properes.